# Newtown (Nouvelle-Zélande)
Pour les articles homonymes, voir Newtown.
La banlieue de Newtown siège au sud de la capitale Wellington dans l’Île du Nord de la Nouvelle-Zélande.

## Situation
La localité est située à l’est de la banlieue de Vogeltown, entre celles de Mount Cook et Berhampore. 
Les principales artères de Newtown sont ‘Riddiford St’, menant de Mount Cook à Berhampore et aussi à Melrose, et ‘Constable St’, menant de  Newtown  à Kilbirnie

## Population
La population lors du recensement de 2013 était de 8 418 habitants.

## Histoire
Initialement, c’était une banlieue ouvrière mais Newtown a suivi une tendance à l' embourgeoisement dans les années récentes, attirant un grand nombre d’immigrants, d’étudiants et de jeunes professionnels et il en résulte une population multi-ethnique. 
Sur le plan du Conseil de district de la cité de Wellington Newtown est caractérisée comme étant une banlieue sans caractère identifiable ou bien distinctif, parce que le caractère spécial de Newtown se marque seulement par des unités de logements, qui ne sont possibles que dans certains secteurs. 
Une autorisation de ressource est nécessaire pour avoir deux ou plus de logements sur le même site.

## Caractéristiques de la banlieue
La  Maison du Gouvernement House (en) sur ‘Rugby Street’, Wellington Hospital (en) localisé sur ‘Riddiford Street’ et le Zoo de Wellington sont à la limite de Newtown. 
"Newtown Park" est localisé près du Zoo, en dehors de ‘Roy Street’ et fournit des terrains pour l’athlétisme et le football. 
Le "Park" comporte un chemin tous temps de course de400 m, , une tribune d’honneur, des vestiaires, des pièces pour la communauté et des aires de jeux.
Le conseil de la cité de Wellington (en) a dépensé 3,6 millions $ pour moderniser les installations du "Newtown Park" pour répondre aux besoins actuels et futurs, pour ce qui concerne l’athlétisme et les sports de ballons.

## Éducation
L’école de «Newtown School» est une école publique primaire, localisée au cœur de la banlieue. 
Depuis plus de 127 ans, cette école a assuré l’éducation des enfants de la ville de Newtown et des banlieues environnantes. 
L’école possède une classe d’immersion Maori   –«Ngati Kotahitanga» – fournissant un environnement d’immersion à 80 %, une piscine couverte chauffée, une série d’ordinateurs et des terrains de jeux séparés pour les juniors et les seniors.

## Festival de Newtown

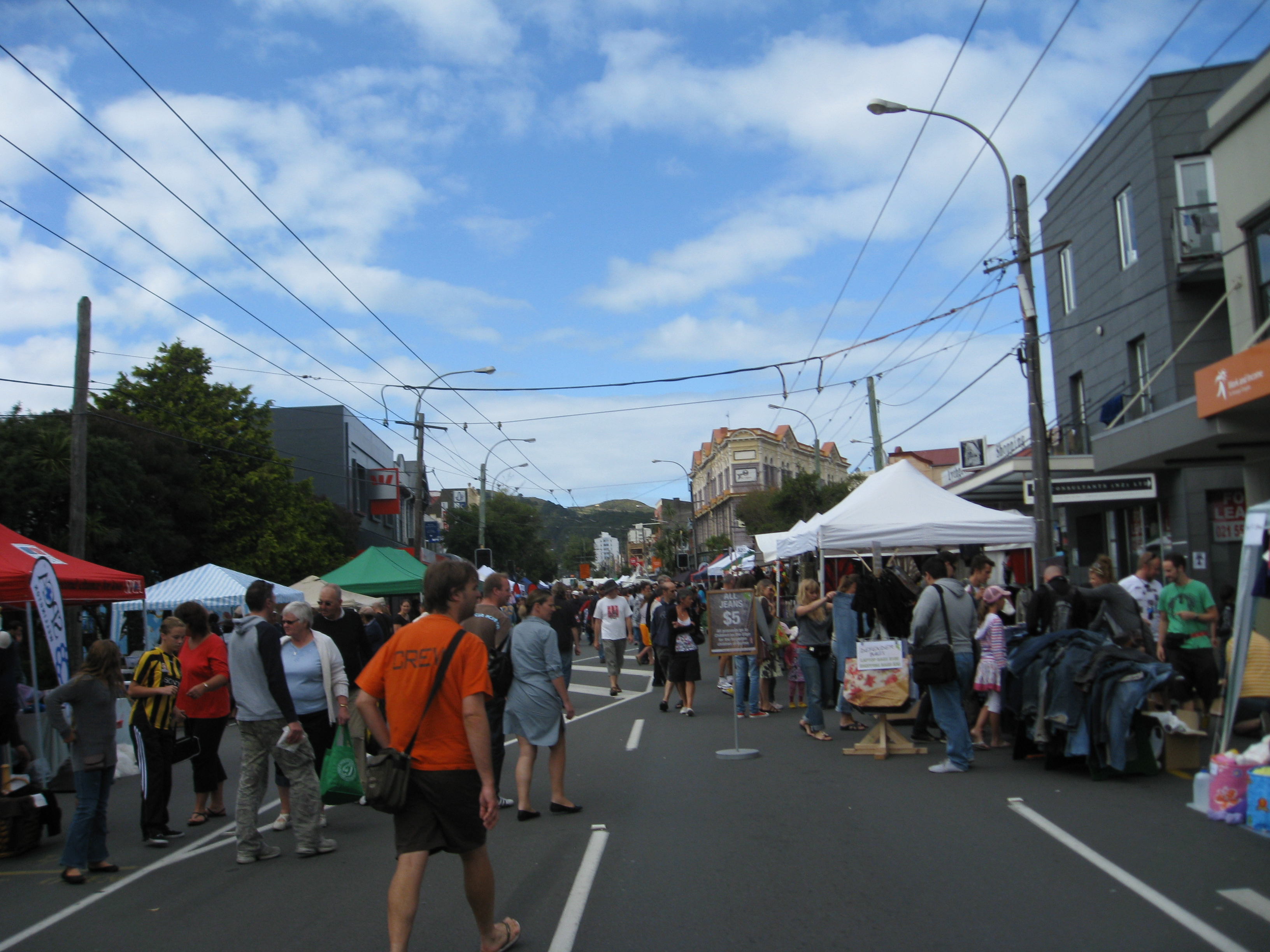
Le Festival de Newtown en 2010 en regardant vers le haut en direction de ‘Riddiford Street’

Le Festival annuel de Newtown prend place sur 10 jours, culminant avec la «Newtown Festival Street Fair», qui habituellement se déroule le jour des enfants ( journée international de l’enfant (en) :habituellement le premier dimanche de mars). 
Organisé par la «Newtown Residents Association» lors des 18 dernières années, le festival n'a pas arrêté de grossir. 
Le «Newtown Festival» de 2014 a rassemblé une foule estimée à 80 000 personnes . 
En 2014, le «Wellington Gold Awards» nomina les organisateurs du «Newtown Festival» pour l’une de leur récompense annuelle, citant que c’est le festival de rue le plus important, gratuit et de plein air parmi les festivals de Nouvelle-Zélande .

## Autres lectures
- Martin Doyle, Newtown! Community in a Wellington Suburb, Wellington City Council, Wellington Safer Community Council, 1998 (ISBN 0-909036-73-X).